# Cisterna romana (Fonte Nuova)
La cisterna romana si trova presso Via dei Pini nei pressi dell'innesto della Nomentana Bis con la Via Nomentana, nella località Salvatoretto a Fonte Nuova, nella città metropolitana di Roma Capitale.

## Storia
Durante i lavori per la realizzazione di alcuni palazzi è stato ritrovato il complesso della cisterna romana con un'annessa villa romana, la struttura è di difficile datazione poiché un'abitazione inglobò la struttura, ma forse la cisterna risale al I secolo a.C.

## Descrizione
La cisterna romana è in opus signinum con una lunghezza di 13 metri ed una larghezza di 12 metri, con 10 pilastri con un muro di 130 centimetri di spessore.
Inizialmente il muro di cinta aveva 60 centimetri di spessore, i pilastri interni dividevano la cisterna in tre navate ed i pilastri esterni facevano da rinforzo, successivamente vi è un secondo muro di rinforzo di 70 centimetri e la struttura dotata verosimilmente di un secondo piano per il deflusso delle acque.
Ancora in seguito venne realizzato il rivestimento in opus signinum in cocciopesto per impermeabilizzarla.
In epoca più recente la cisterna fu inglobata in un'abitazione in cui fu trasformata in cantina e vi fu inserita una struttura per il deflusso delle acque.

## La villa romana
Adiacente alla cisterna vi è una villa romana.
Presso la villa sono state trovate le seguenti iscrizioni in due fistule:
- P(ublius) FAB(ius) Eutyches fec(it) che corrisponde a chi ha fatto costruire la villa.
- Sex(tus) Vettulenus Gemellus che era il proprietario della cisterna, che era un personaggio molto facoltoso dell'epoca.

Le due fistule sono conservate al Museo archeologico territoriale a Monterotondo.

## Galleria d'immagini

Varie vedute della cisterna romana
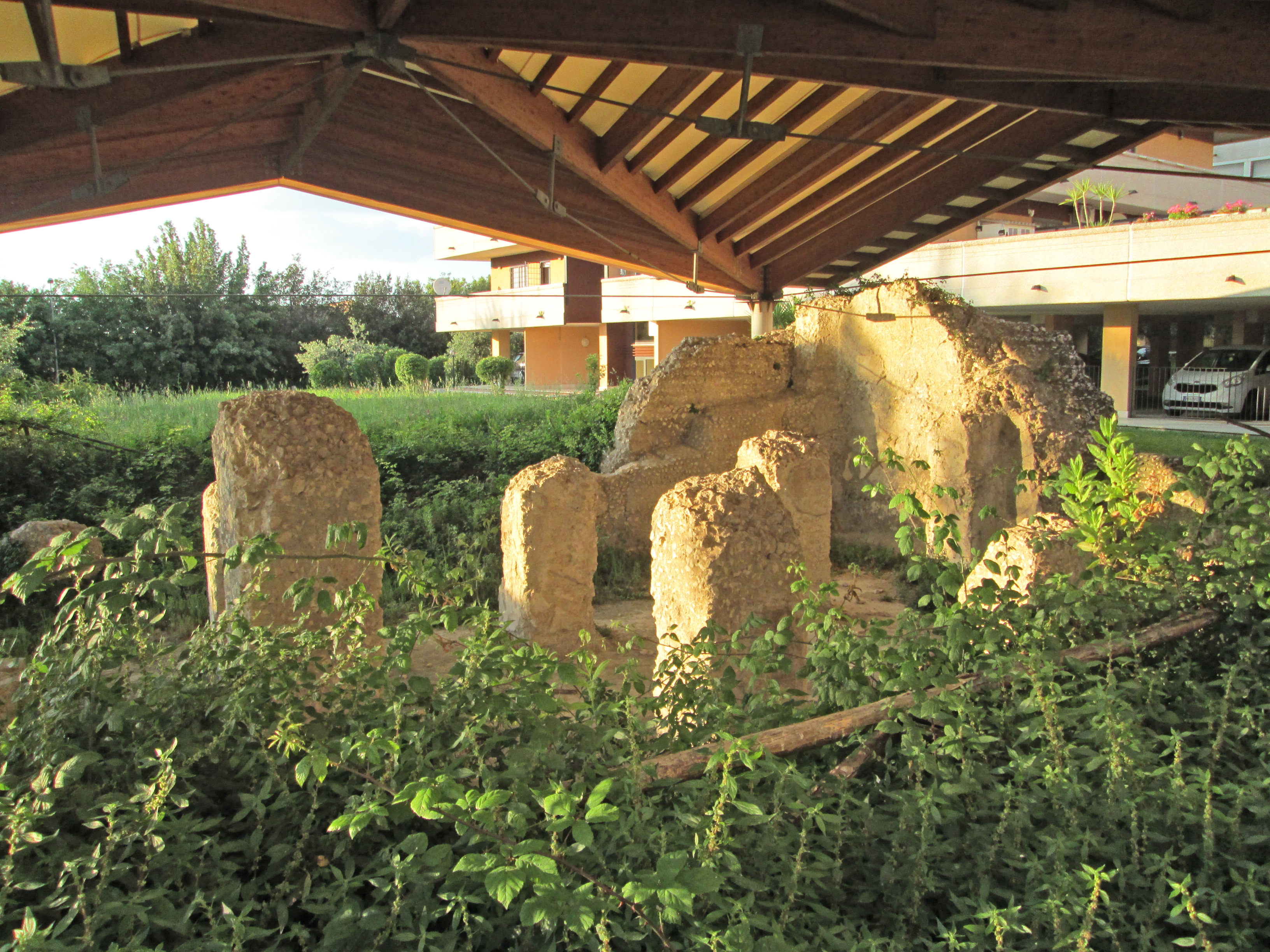
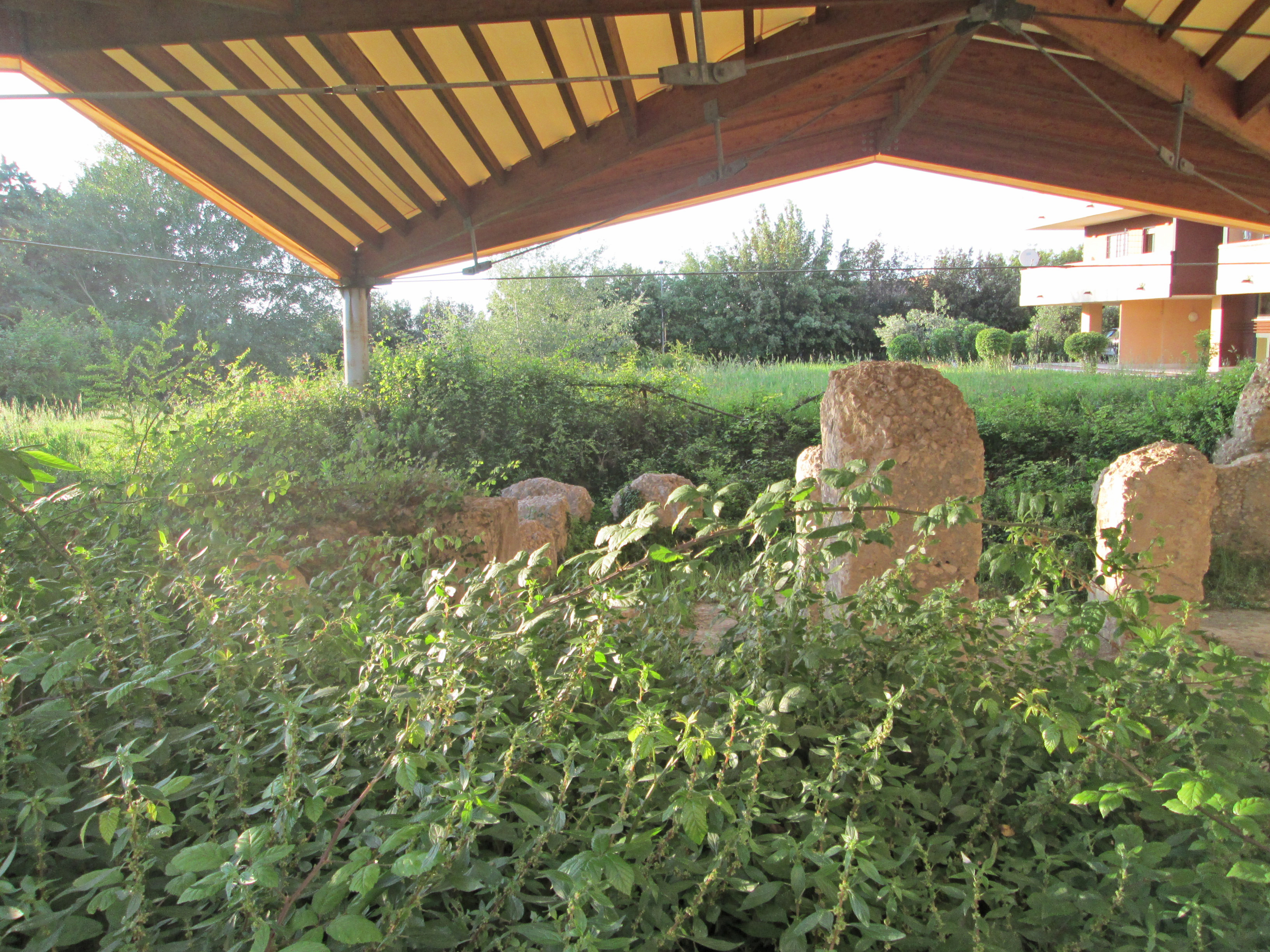
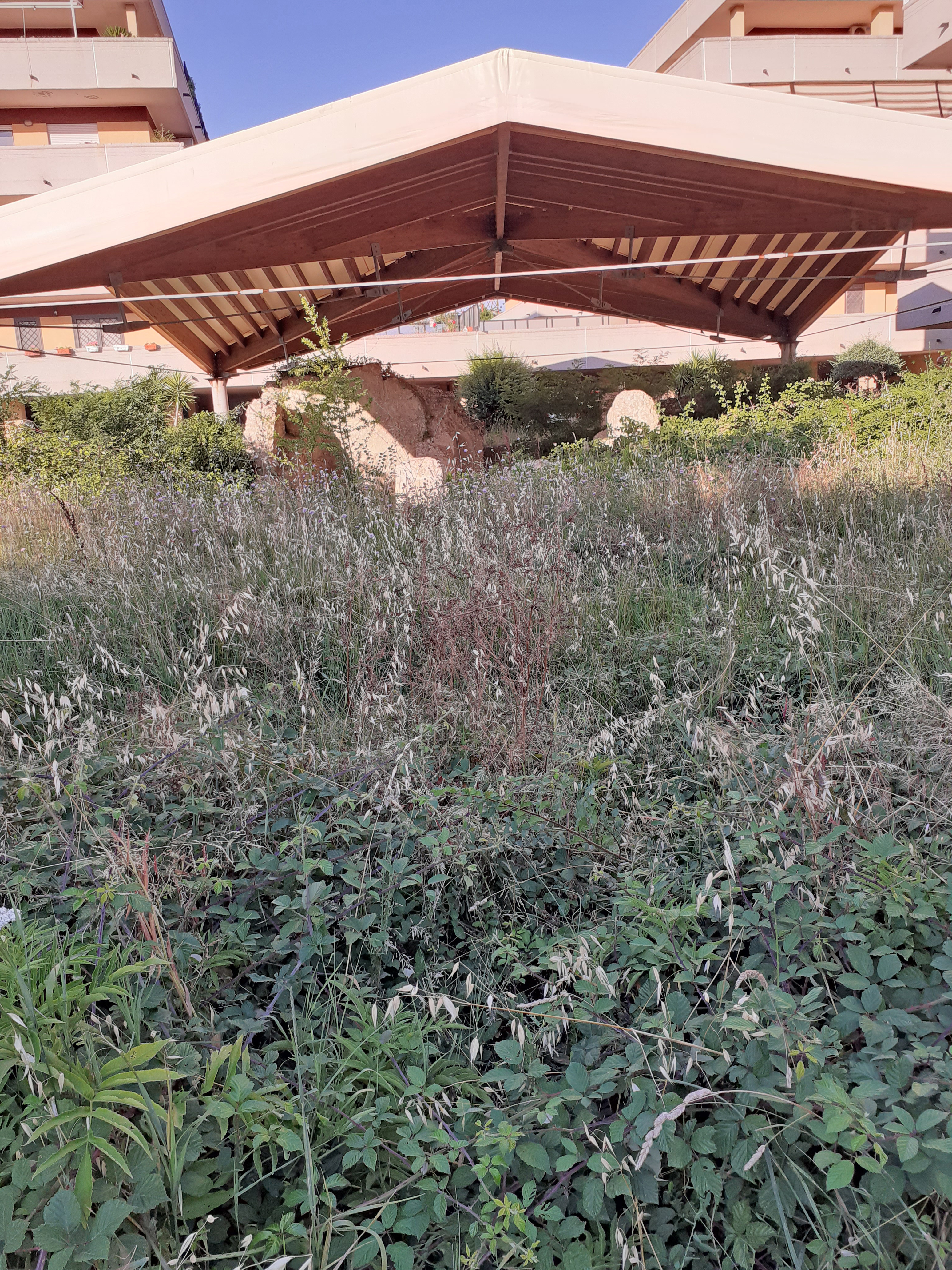
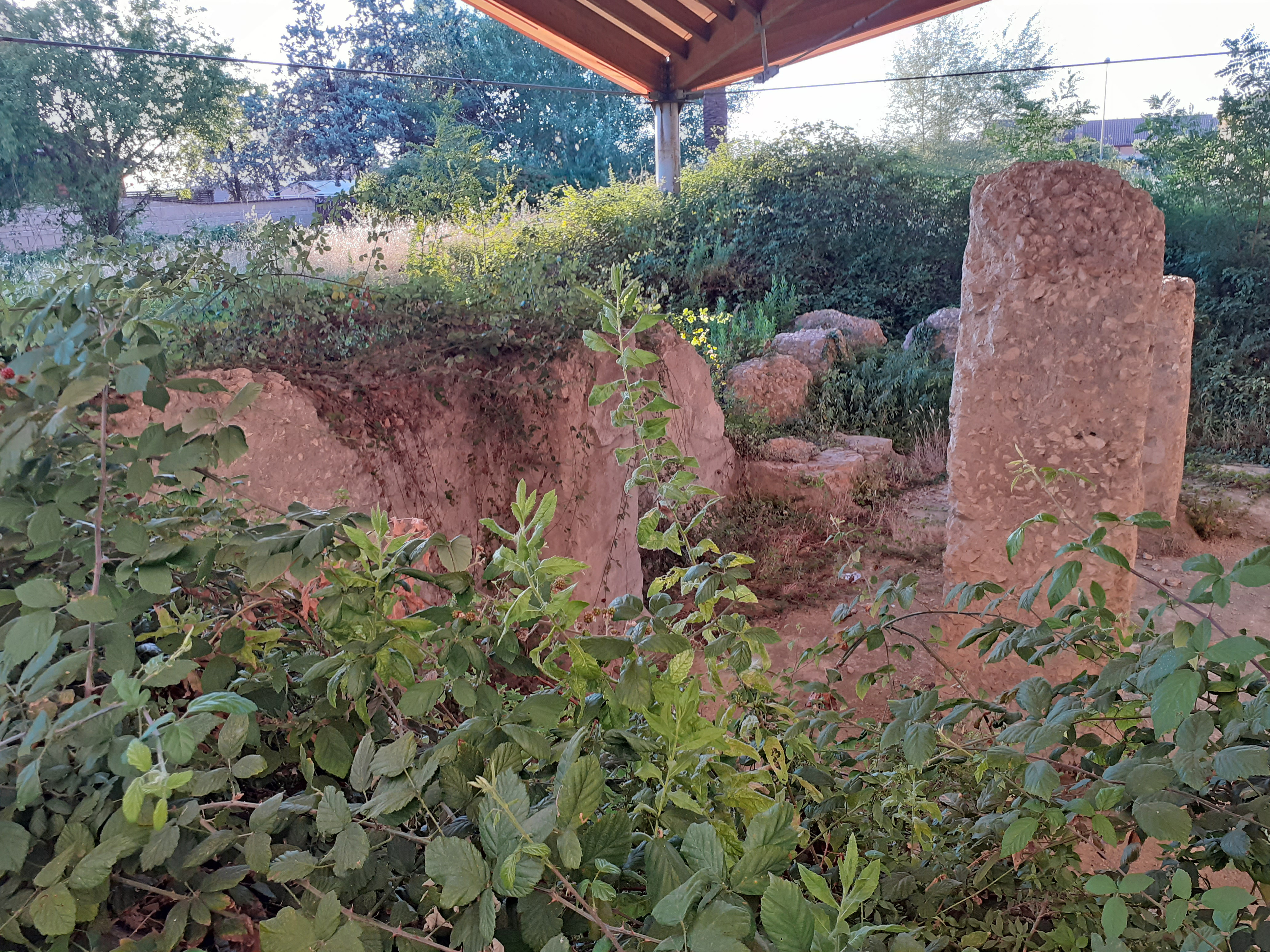
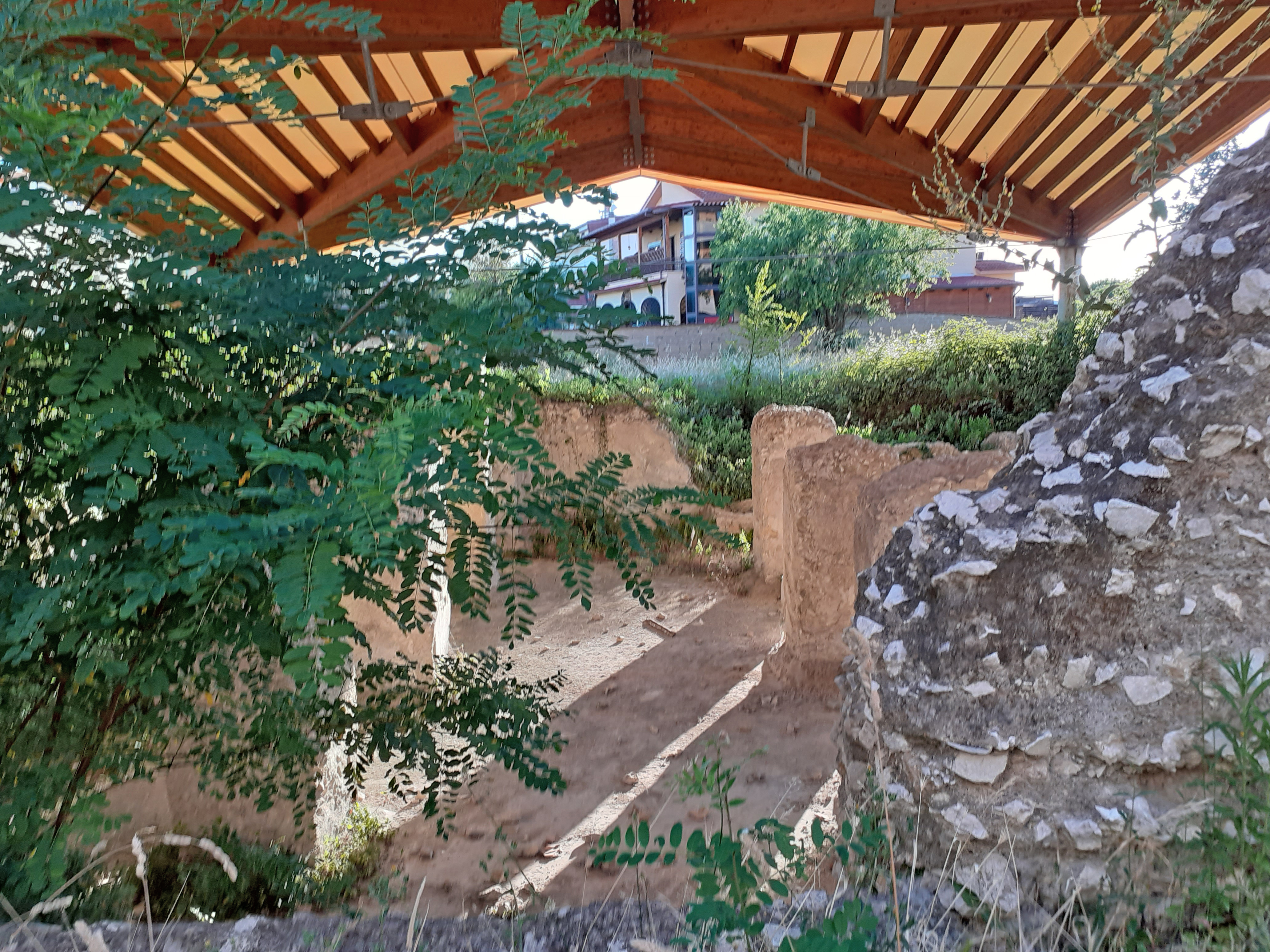